# Alphonse Vandenrydt
Alphonse Vandenrydt, född 12 april 1927, var en friidrottare från Belgien. Han deltog vid olympiska sommarspelen 1952.